# التمساح (قصة قصيرة)
التمساح (بالروسية: Крокодил، كروكوديل) قصة قصيرة من تأليف الكاتب الروسي فيودور دوستويفيسكي. نُشِرت القصة للمرة الأولى في عام 1865 في مجلة «عصر» (Эпо́ха) التي أسَّسها دوستويفسكي. عقب نشر القصة زعمت عدة صحف روسية ذات توجُّهات ليبرالية أنَّ القصة هي محاكاة ساخرة لمصير الاشتراكي الثوري نيكولاي تشيرنيشيفسكي، لكنَّ دوستويفسكي نفسه نفى هذه المزاعم وأنكر أن يكون هناك تشابه مقصود بين أحداث القصة ومصير تشيرنيشيفسكي.
القصة تتابع الأحداث التي تواجه إيفان ماتيفيتش وزوجته إلينا إيفانوفا بالإضافة إلى الراوي عندما يُقرِّر الثلاثة زيارة تمساح للعرض يملكه رجل أعمال ألماني. يقوم إيفان ماتيفيتش بمضايقة التمساح والعبث معه، ولكنَّ التمساح يبتلع ماتيفيتش حياً دون أن يصيبه أيَّ ضررٍ. يشعر إيفان ماتيفيتش بالراحة داخل أحشاء التمساح، ويرفض مالك الحيوان أن تُشَقَّ بطنه حتى يستطيع ماتيفيتش الخروج، ولم يأبه لنداءات زوجته المتكرِّرة. يطلب إيفان ماتيفيتش وهو داخل التمساح من الراوي أن يتفاوض مع رجل الأعمال على سعر ملائم مقابل الحيوان، ولكنَّه يطلب سعراً ضخماً، ولم يكن بإمكان الراوي وزوجة ماتيفيتش عمل أيَّ شيءٍ آخر. تنتهي القصة بإلينا إيفانوفا تُفكِّر في الطلاق، وإيفان ماتيفيتش يؤدي وظيفته في الخدمة المدنية بأقصى استطاعته من داخل التمساح.